# Mycoplasma suis
Mycoplasma suis è una specie di batterio appartenente alla famiglia delle Mycoplasmataceae.